# Crotonato de etila
Crotonato de etila é um composto orgânico, um éster insaturado de ácido carboxílico, o ácido crotônico tendo uma ligação dupla trans-carbono-carbono substituída. O isômero cis tem apenas um papel menor. Apresenta-se como um líquido incolor com um odor picante. É preparado por esterificação de ácido crotônico com o etanol.